# He's Expecting
He's Expecting (ヒヤマケンタロウの妊娠 Hiyama Kentarō no Ninshin?,  lit. El embarazo de Kentarō Hiyama) es una serie de televisión japonesa de comedia dramática, codirigida por Yūko Hakoda. Basada en el manga homónimo de Eri Sakai, cuenta la historia de la experiencia de un hombre al quedar embarazado. La serie fue estrenada en Netflix el 21 de abril de 2022. Es protagonizada por Takumi Saitō como Kentarō Hiyama y Juri Ueno como Aki Setō.

## Sinopsis
He's Expecting sigue la historia de Kentarō Hiyama, un publicista de élite, [quien] de repente descubre un día que está embarazado.

## Reparto

### Principales
- Takumi Saitō como Kentarō Hiyama:

Un asalariado de élite de 32 años que de pronto queda embarazado. Decide quedarse con el bebé para cambiar la perspectiva de la gente sobre el embarazo masculino. Para prepararse para el papel, Saitō vio la película Junior de Arnold Schwarzenegger de 1994 y recibió consejos de Ueno sobre cómo usar una prótesis de barriga.
- Juri Ueno como Aki Setō:

Una periodista independiente de 30 años y amante de Kentaro, quien comienza a plantearse la posibilidad de la maternidad. Ueno leyó el manga y se inspiró en cómo había una cantidad significativa de personajes femeninos.
- Mariko tsutsui
- Ryō Iwamatsu
- Kazuya Takahashi
- Shōhei Uno
- Maho Yamada
- Lily Franky

### Secundarios
- Gaku Hosokawa
- Kō Maehara
- Yūsaku Mori
- Ai Yamamoto
- Shima Ise
- Yukiko Shinohara
- Atsushi Hashimoto
- Yuriko Ono
- Mai Kiryū
- Shigeru Saiki
- Toshie Negishi

## Producción

### Desarrollo
El 8 de abril de 2021, se anunció que Netflix y TV Tokyo coproducirían una adaptación en imagen real de la serie de manga  Kentarō Hiyama's First Pregnancy. Según el autor del manga, Eri Sakai, el desarrollo de la serie comenzó dos años antes del anuncio inicial de la serie.
Durante la transmisión en vivo del Netflix Festival Japan 2021 el 10 de noviembre de 2021, el director principal Yuko Hakoda reveló que la primera temporada constará de ocho episodios, cada uno con una duración de alrededor de 23 minutos.

### Fundición
Junto con el anuncio inicial de la serie, se confirmó que Takumi Saitō y Juri Ueno protagonizarían la serie, como Kentaro Hiyama y Aki Seto respectivamente. El elenco también incluye a Mariko Tsutsui, Lily Franky, Ryo Iwamatsu y Kazuya Takahashi.

### Rodaje
La fotografía principal de la primera temporada tuvo lugar en 2021.